# Eerste divisie 1958/59
Het seizoen 1958/59 van de Nederlandse Eerste Divisie bestond uit 31 clubs die verdeeld waren in twee competities. Volendam won in A en Sittardia in B. Beide clubs promoveerden naar de Eredivisie.

## Nieuwkomers en wijzigingen

### Eerste divisie A
Promotie Tweede divisie 1957/58:
- ZFC

Degradatie Eredivisie 1957/58:
- BVV

Overgeplaatst uit poule B:
- Eindhoven
- Fortuna (Vlaardingen)
- Haarlem
- Leeuwarden
- Limburgia
- Wageningen

### Eerste divisie B
Promotie uit de Tweede divisie 1957/58:
- Heracles

Degradatie uit de Eredivisie 1957/58:
- GVAV

Overgeplaatst uit poule A:
- Excelsior
- HVC
- RBC
- Roda Sport
- Vitesse

## Eerste divisie A

### Deelnemende teams
| Club          | Plaats           | Accommodatie           | Capaciteit | Trainer         |
| ------------- | ---------------- | ---------------------- | ---------- | --------------- |
| AGOVV         | Apeldoorn        | Berg & Bos             | 20.000     | Ben Tap         |
| Alkmaar '54   | Alkmaar          | Alkmaarderhout         | 20.000     | Ludwig Veg      |
| BVV           | 's-Hertogenbosch | De Vliert              | 25.000     | Charles Jackson |
| D.F.C.        | Dordrecht        | Krommedijk             | 12.000     | Franz Rybicki   |
| De Graafschap | Doetinchem       | De Vijverberg          | 12.500     | Jan Poulus      |
| Eindhoven     | Eindhoven        | Aalsterweg             | 27.000     | Huub de Leeuw   |
| Fortuna       | Vlaardingen      | Floreslaan             | 12.000     | Rinus Smits     |
| Haarlem       | Haarlem          | Jan Gijzenkade         | 14.500     | Ben Peeters     |
| Helmond       | Helmond          | Houtsdonk              | 8.500      | Wim Blokland    |
| Leeuwarden    | Leeuwarden       | Gemeentelijk Sportpark | 16.000     | Piet Dubbelman  |
| Limburgia     | Brunssum         | Venweg                 | 15.500     | Ron Dellow      |
| SVV           | Schiedam         | Frankelandsedijk       | 15.000     | Arie de Vroet   |
| Volendam      | Volendam         | Julianastraat          | 15.000     | Ger Stroker     |
| VSV           | Velsen           | Schoonenberg           | 18.000     | Willy Hazeveld  |
| Wageningen    | Wageningen       | De Wageningse Berg     | 16.000     | Bob Moll        |
| ZFC           | Zaandam          | Westzanerdijk          | 10.000     | Dick Brinkhuis  |

### Eindstand
| pos | club          | gs | w  | g | v  | pnt | dv | dt | ds  |
| --- | ------------- | -- | -- | - | -- | --- | -- | -- | --- |
| 1.  | Volendam      | 30 | 21 | 4 | 5  | 46  | 72 | 31 | 41  |
| 2.  | Leeuwarden    | 30 | 19 | 4 | 7  | 42  | 80 | 45 | 35  |
| 3.  | AGOVV         | 30 | 16 | 4 | 10 | 36  | 57 | 48 | 9   |
| 4.  | Alkmaar '54   | 30 | 14 | 7 | 9  | 35  | 49 | 40 | 9   |
| 5.  | SVV           | 30 | 15 | 4 | 11 | 34  | 49 | 50 | -1  |
| 6.  | Limburgia     | 30 | 13 | 7 | 10 | 33  | 52 | 44 | 8   |
| 7.  | Eindhoven     | 30 | 12 | 7 | 11 | 31  | 62 | 52 | 10  |
| 8.  | BVV           | 30 | 11 | 9 | 10 | 31  | 59 | 54 | 5   |
| 9.  | Helmond       | 30 | 13 | 4 | 13 | 30  | 58 | 50 | 8   |
| 10. | D.F.C.        | 30 | 11 | 7 | 12 | 29  | 58 | 53 | 5   |
| 11. | Fortuna       | 30 | 11 | 4 | 15 | 26  | 51 | 75 | -24 |
| 12. | ZFC           | 30 | 9  | 6 | 15 | 24  | 53 | 57 | -4  |
| 13. | Wageningen    | 30 | 8  | 6 | 16 | 22  | 59 | 88 | -29 |
| 14. | De Graafschap | 30 | 7  | 7 | 16 | 21  | 42 | 65 | -23 |
| 15. | VSV           | 30 | 7  | 7 | 16 | 21  | 32 | 55 | -23 |
| 16. | Haarlem       | 30 | 7  | 5 | 18 | 19  | 44 | 70 | -26 |

### Legenda
| Kleur | Kwalificatie voor                 |
| ----- | --------------------------------- |
|       | Promotie naar de Eredivisie       |
|       | Degradatie naar de Tweede divisie |

### Uitslagen
|                     | AGO   | ALK   | BVV   | DFC   | EVV   | FVL   | GRA   | HFC   | HVV   | LEE   | LIM   | SVV   | VOL   | VSV   | WAG   | ZFC   |
| ------------------- | ----- | ----- | ----- | ----- | ----- | ----- | ----- | ----- | ----- | ----- | ----- | ----- | ----- | ----- | ----- | ----- |
| AGOVV               |       | 1 – 0 | 5 – 1 | 3 – 1 | 2 – 1 | 4 – 1 | 0 – 2 | 5 – 3 | 2 – 0 | 3 – 1 | 0 – 2 | 0 – 2 | 0 – 3 | 0 – 0 | 2 – 2 | 2 – 2 |
| Alkmaar '54         | 0 – 0 |       | 2 – 2 | 0 – 0 | 1 – 1 | 1 – 0 | 3 – 2 | 4 – 1 | 0 – 6 | 2 – 3 | 3 – 0 | 0 – 2 | 1 – 2 | 1 – 0 | 4 – 1 | 3 – 0 |
| BVV                 | 6 – 2 | 0 – 1 |       | 0 – 2 | 2 – 4 | 4 – 1 | 6 – 2 | 4 – 2 | 2 – 3 | 0 – 3 | 2 – 1 | 3 – 0 | 1 – 1 | 2 – 2 | 0 – 6 | 1 – 1 |
| D.F.C.              | 5 – 3 | 3 – 4 | 3 – 1 |       | 2 – 1 | 2 – 2 | 1 – 1 | 0 – 2 | 4 – 1 | 1 – 0 | 2 – 2 | 0 – 1 | 2 – 1 | 4 – 0 | 6 – 2 | 3 – 2 |
| Eindhoven           | 2 – 4 | 1 – 1 | 0 – 0 | 2 – 1 |       | 2 – 0 | 4 – 1 | 2 – 1 | 4 – 1 | 2 – 2 | 3 – 3 | 2 – 3 | 1 – 2 | 5 – 2 | 8 – 2 | 1 – 3 |
| Fortuna Vlaardingen | 3 – 1 | 1 – 1 | 2 – 3 | 1 – 1 | 3 – 2 |       | 2 – 0 | 1 – 0 | 3 – 2 | 2 – 7 | 1 – 2 | 4 – 2 | 0 – 4 | 1 – 0 | 6 – 1 | 1 – 0 |
| De Graafschap       | 0 – 1 | 3 – 1 | 1 – 1 | 3 – 2 | 1 – 3 | 2 – 0 |       | 4 – 2 | 0 – 1 | 0 – 2 | 1 – 1 | 1 – 1 | 2 – 0 | 0 – 0 | 3 – 4 | 3 – 1 |
| Haarlem             | 0 – 2 | 2 – 1 | 0 – 1 | 1 – 1 | 0 – 1 | 5 – 4 | 6 – 2 |       | 1 – 0 | 1 – 3 | 2 – 2 | 1 – 4 | 3 – 2 | 3 – 0 | 2 – 2 | 1 – 1 |
| Helmond             | 2 – 0 | 3 – 2 | 1 – 1 | 3 – 2 | 3 – 2 | 9 – 1 | 0 – 0 | 2 – 0 |       | 3 – 4 | 2 – 0 | 0 – 1 | 0 – 1 | 3 – 0 | 2 – 3 | 1 – 5 |
| Leeuwarden          | 3 – 1 | 0 – 1 | 3 – 3 | 4 – 1 | 4 – 0 | 3 – 0 | 3 – 2 | 6 – 0 | 3 – 0 |       | 3 – 2 | 4 – 1 | 3 – 3 | 1 – 2 | 5 – 2 | 2 – 4 |
| Limburgia           | 1 – 3 | 1 – 4 | 1 – 1 | 2 – 0 | 4 – 1 | 4 – 0 | 2 – 0 | 2 – 0 | 0 – 2 | 1 – 2 |       | 3 – 1 | 1 – 4 | 1 – 0 | 4 – 1 | 4 – 1 |
| SVV                 | 0 – 2 | 1 – 3 | 1 – 4 | 2 – 1 | 1 – 1 | 0 – 2 | 1 – 0 | 1 – 0 | 4 – 3 | 0 – 1 | 1 – 1 |       | 1 – 3 | 1 – 2 | 5 – 2 | 2 – 1 |
| Volendam            | 1 – 0 | 1 – 0 | 1 – 0 | 4 – 3 | 0 – 1 | 5 – 2 | 5 – 1 | 3 – 0 | 3 – 1 | 3 – 1 | 1 – 1 | 1 – 2 |       | 1 – 0 | 6 – 2 | 2 – 1 |
| VSV                 | 0 – 1 | 0 – 1 | 1 – 4 | 1 – 1 | 3 – 2 | 1 – 1 | 2 – 2 | 5 – 1 | 2 – 2 | 1 – 2 | 2 – 1 | 1 – 3 | 0 – 6 |       | 1 – 0 | 0 – 1 |
| Wageningen          | 1 – 4 | 1 – 2 | 1 – 4 | 0 – 4 | 0 – 0 | 5 – 3 | 4 – 2 | 3 – 2 | 0 – 2 | 1 – 1 | 1 – 2 | 2 – 2 | 1 – 1 | 1 – 3 |       | 5 – 2 |
| ZFC                 | 3 – 4 | 2 – 2 | 1 – 0 | 4 – 0 | 0 – 3 | 2 – 3 | 6 – 1 | 2 – 2 | 0 – 0 | 3 – 1 | 0 – 1 | 2 – 3 | 0 – 2 | 3 – 1 | 0 – 3 |       |

### Topscorers
| #  | Naam             | Club        | Goal |
| -- | ---------------- | ----------- | ---- |
| 1. | André Roosenburg | Leeuwarden  | 31   |
| 2. | Theo Spierings   | Helmond     | 25   |
| 2. | Dick Tol         | Volendam    | 25   |
| 4. | Ton van de Weerd | Wageningen  | 23   |
| 5. | Corrie Corbeau   | SVV         | 22   |
| 6. | Mais Hanskamp    | AGOVV       | 19   |
| 7. | Harmen Veerman   | Volendam    | 18   |
| 8. | Piet Kaas        | Alkmaar '54 | 17   |
| 9. | Piet Buis        | Alkmaar '54 | 16   |
| 9. | Piet Groeneveld  | Haarlem     | 16   |

## Eerste divisie B

### Deelnemende teams
| Club            | Plaats           | Accommodatie        | Capaciteit | Trainer            |
| --------------- | ---------------- | ------------------- | ---------- | ------------------ |
| De Volewijckers | Amsterdam        | Mosveld             | 15.000     | Evert Teunissen    |
| Excelsior       | Rotterdam        | Woudestein          | 11.000     | Bob Janse          |
| GVAV            | Groningen        | Oosterpark          | 17.500     | Otto Bonsema       |
| Helmondia '55   | Helmond          | De Braak            | 12.000     | Ernie Robinson     |
| Heracles        | Almelo           | Bornsestraat        | 20.000     | Jan Bijl           |
| Hermes DVS      | Schiedam         | Damlaan             | 14.000     | Tinus van der Pijl |
| HVC             | Amersfoort       | Birkhoven           | 10.000     | Evert Sterk        |
| KFC             | Koog aan de Zaan | Breestraat          | 10.000     | József Veréb       |
| RBC             | Roosendaal       | De Luiten           | 5.900      | Frans Tausch       |
| RCH             | Heemstede        | Sportparklaan       | 18.000     | Leslie Talbot      |
| Rigtersbleek    | Enschede         | Heekstraat          | 12.000     | Ab Schepers        |
| Roda Sport      | Kerkrade         | Jonkerbergstraat    | 10.000     | Reiner Hammers     |
| Sittardia       | Sittard          | Sittardia-terrein   | 17.000     | Nic Heijenrath     |
| Stormvogels     | Velsen           | Schoonenberg        | 18.000     | Arie Rentenaar     |
| Vitesse         | Arnhem           | Nieuw-Monnikenhuize | 18.000     | Louis Pastoor      |

### Eindstand
| pos | club            | gs | w  | g  | v  | pnt | dv | dt | ds  |
| --- | --------------- | -- | -- | -- | -- | --- | -- | -- | --- |
| 1.  | Sittardia       | 28 | 18 | 5  | 5  | 41  | 71 | 32 | 39  |
| 2.  | Stormvogels     | 28 | 17 | 6  | 5  | 40  | 76 | 41 | 35  |
| 3.  | GVAV            | 28 | 17 | 5  | 6  | 39  | 55 | 32 | 23  |
| 4.  | HVC             | 28 | 17 | 3  | 8  | 37  | 60 | 47 | 13  |
| 5.  | Hermes DVS      | 28 | 10 | 11 | 7  | 31  | 48 | 36 | 12  |
| 6.  | Excelsior       | 28 | 9  | 9  | 10 | 27  | 35 | 39 | -4  |
| 7.  | Heracles        | 28 | 11 | 4  | 13 | 26  | 54 | 53 | 1   |
| 8.  | KFC             | 28 | 10 | 6  | 12 | 26  | 48 | 54 | -6  |
| 9.  | RBC             | 28 | 10 | 5  | 13 | 25  | 46 | 52 | -6  |
| 10. | Vitesse         | 28 | 8  | 8  | 12 | 24  | 50 | 60 | -10 |
| 11. | Helmondia '55   | 28 | 8  | 8  | 12 | 24  | 46 | 56 | -10 |
| 12. | De Volewijckers | 28 | 8  | 7  | 13 | 23  | 41 | 44 | -3  |
| 13. | RCH             | 28 | 8  | 4  | 16 | 20  | 35 | 61 | -26 |
| 14. | Rigtersbleek    | 28 | 7  | 5  | 16 | 19  | 48 | 73 | -25 |
| 15. | Roda Sport      | 28 | 8  | 2  | 18 | 18  | 35 | 68 | -33 |

### Legenda
| Kleur | Kwalificatie voor                 |
| ----- | --------------------------------- |
|       | Promotie naar de Eredivisie       |
|       | Degradatie naar de Tweede divisie |

### Uitslagen
|                 | EXC   | GVA   | H55   | HER   | DVS   | HVC   | KFC   | RBC   | RCH   | RIG   | RSP   | SIT   | STO   | VIT   | VWK   |
| --------------- | ----- | ----- | ----- | ----- | ----- | ----- | ----- | ----- | ----- | ----- | ----- | ----- | ----- | ----- | ----- |
| Excelsior       |       | 0 – 0 | 3 – 1 | 2 – 1 | 0 – 0 | 1 – 2 | 1 – 1 | 3 – 0 | 2 – 0 | 1 – 1 | 1 – 0 | 1 – 1 | 4 – 5 | 2 – 1 | 1 – 1 |
| GVAV            | 3 – 1 |       | 2 – 1 | 4 – 3 | 0 – 3 | 1 – 2 | 3 – 3 | 3 – 0 | 2 – 0 | 2 – 0 | 2 – 0 | 1 – 0 | 2 – 3 | 3 – 0 | 2 – 2 |
| Helmondia '55   | 0 – 0 | 2 – 1 |       | 2 – 3 | 3 – 3 | 1 – 3 | 0 – 1 | 0 – 1 | 4 – 1 | 4 – 3 | 1 – 0 | 1 – 2 | 1 – 1 | 3 – 2 | 1 – 1 |
| Heracles        | 2 – 0 | 0 – 2 | 1 – 2 |       | 2 – 0 | 0 – 1 | 6 – 2 | 2 – 0 | 4 – 2 | 2 – 2 | 0 – 1 | 0 – 0 | 3 – 5 | 2 – 2 | 1 – 3 |
| Hermes DVS      | 2 – 1 | 4 – 2 | 1 – 1 | 1 – 3 |       | 3 – 1 | 1 – 0 | 2 – 2 | 6 – 1 | 3 – 1 | 0 – 0 | 2 – 2 | 0 – 0 | 1 – 1 | 0 – 0 |
| HVC             | 2 – 0 | 2 – 3 | 4 – 1 | 1 – 3 | 0 – 1 |       | 3 – 2 | 2 – 1 | 4 – 3 | 3 – 1 | 5 – 1 | 2 – 4 | 0 – 5 | 5 – 0 | 2 – 0 |
| KFC             | 2 – 0 | 1 – 1 | 0 – 2 | 2 – 3 | 1 – 0 | 0 – 0 |       | 1 – 1 | 0 – 1 | 4 – 1 | 3 – 1 | 4 – 3 | 1 – 2 | 8 – 3 | 1 – 2 |
| RBC             | 1 – 0 | 0 – 4 | 3 – 1 | 0 – 2 | 2 – 1 | 1 – 1 | 3 – 4 |       | 1 – 2 | 2 – 2 | 3 – 1 | 0 – 1 | 0 – 4 | 4 – 3 | 6 – 0 |
| RCH             | 2 – 3 | 1 – 1 | 2 – 2 | 3 – 2 | 0 – 3 | 0 – 1 | 3 – 1 | 1 – 2 |       | 3 – 0 | 1 – 0 | 1 – 1 | 2 – 4 | 0 – 0 | 1 – 0 |
| Rigtersbleek    | 1 – 1 | 0 – 1 | 5 – 4 | 3 – 0 | 1 – 1 | 0 – 5 | 6 – 1 | 1 – 5 | 2 – 0 |       | 4 – 2 | 2 – 3 | 0 – 6 | 6 – 1 | 2 – 6 |
| Roda Sport      | 2 – 4 | 0 – 3 | 1 – 1 | 3 – 2 | 3 – 2 | 2 – 3 | 2 – 1 | 3 – 2 | 2 – 3 | 2 – 1 |       | 1 – 4 | 3 – 1 | 2 – 3 | 2 – 1 |
| Sittardia       | 3 – 0 | 2 – 0 | 6 – 1 | 4 – 1 | 2 – 4 | 4 – 0 | 4 – 0 | 2 – 1 | 6 – 0 | 5 – 1 | 3 – 0 |       | 0 – 1 | 2 – 1 | 3 – 3 |
| Stormvogels     | 1 – 1 | 0 – 2 | 4 – 3 | 5 – 4 | 3 – 1 | 2 – 3 | 1 – 1 | 5 – 2 | 3 – 2 | 0 – 1 | 4 – 0 | 0 – 1 |       | 6 – 2 | 4 – 1 |
| Vitesse         | 3 – 0 | 2 – 3 | 1 – 1 | 1 – 1 | 2 – 2 | 4 – 0 | 1 – 2 | 1 – 1 | 3 – 0 | 3 – 1 | 4 – 1 | 3 – 1 | 1 – 1 |       | 1 – 0 |
| De Volewijckers | 1 – 2 | 0 – 2 | 1 – 2 | 0 – 1 | 2 – 1 | 3 – 3 | 0 – 1 | 0 – 2 | 2 – 0 | 3 – 0 | 6 – 0 | 1 – 2 | 0 – 0 | 2 – 1 |       |

### Topscorers
| #  | Naam                 | Club            | Goal |
| -- | -------------------- | --------------- | ---- |
| 1. | Wout Heinen          | HVC             | 24   |
| 2. | Joop Schuman         | Heracles        | 23   |
| 3. | Bennie Marcus        | HVC             | 21   |
| 4. | André Hofman         | Helmondia '55   | 19   |
| 4. | Henk Groot           | Stormvogels     | 19   |
| 6. | Johan Adang          | Sittardia       | 17   |
| 7. | Wout Schaft          | De Volewijckers | 16   |
| 8. | Kees Vermunt         | RBC             | 15   |
| 8. | Frans Olde Riekerink | Rigtersbleek    | 15   |
| 8. | Gerrit Trooster      | Rigtersbleek    | 15   |

Eerste klasse

1955/56

Eerste divisie

1956/57 · 1957/58 · 1958/59 · 1959/60 · 1960/61 · 1961/62 · 1962/63 · 1963/64 · 1964/65 · 1965/66 · 1966/67 · 1967/68 · 1968/69 · 1969/70 · 1970/71 · 1971/72 · 1972/73 · 1973/74 · 1974/75 · 1975/76 · 1976/77 · 1977/78 · 1978/79 · 1979/80 · 1980/81 · 1981/82 · 1982/83 · 1983/84 · 1984/85 · 1985/86 · 1986/87 · 1987/88 · 1988/89 · 1989/90 · 1990/91 · 1991/92 · 1992/93 · 1993/94 · 1994/95 · 1995/96 · 1996/97 · 1997/98 · 1998/99 · 1999/00 · 2000/01 · 2001/02 · 2002/03 · 2003/04 · 2004/05 · 2005/06 · 2006/07 · 2007/08 · 2008/09 · 2009/10 · 2010/11 · 2011/12 · 2012/13 · 2013/14 · 2014/15 · 2015/16 · 2016/17 · 2017/18 · 2018/19 · 2019/20 · 2020/21 · 2021/22 · 2022/23 · 2023/24 · 2024/25

Eredivisie · Eerste divisie · Johan Cruijff Schaal · KNVB Beker · Play-offs